# Тест на наркотики

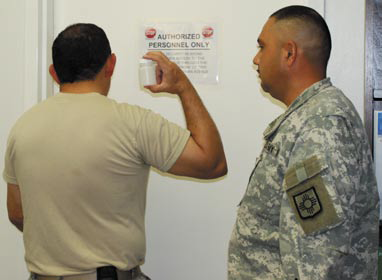
Сбор мочи для анализа на наркотики в Гуантанамо. За процессом ведется постоянное наблюдение, чтобы избежать подмены образца.

Тест на наркотики — технический анализ, направленный на обнаружение определённых наркотиков или их метаболитов в биологическом образце (моче, крови, слюне). Тест проводится с целью обнаружения фактов использования запрещённых наркотических препаратов, таких как марихуана, кокаин, героин и т. п. Сходным образом проводится тест на допинг (допинг-тест) у спортсменов.

## Виды тестов и обнаруживаемые вещества
Широко используется набор иммунохроматографических тестов мочи в виде тест-полосок на группы веществ, например мультитест на 3 или на 5 видов (опиаты, марихуана, амфетамин; метамфетамин, кокаин), либо набор из тестов на десять классов веществ (так называемый «10-panel urine screen»):
- Амфетамины, включая метамфетамин
- Барбитураты
- Бензодиазепины
- Бупренорфин
- Каннабиноиды (тетрагидроканнабинол)
- Кокаин
- Метадон
- Метаквалон
- Опиаты (кодеин, морфин, героин, оксикодон, гидрокодон, и т. д.)
- Фенциклидин (PCP)
- Пропоксифен (пропоксифен, декстропропоксифен)
- Синтетические каннабиноиды (K2, спайс)
- Трициклические антидепрессанты

## Время, в течение которого можно обнаружить наркотики
Для каждого из видов теста существует период, в течение которого он может обнаружить определённое вещество. Для тестов мочи типичный период составляет до 2—4 дней (при этом между приёмом наркотика и взятием теста должно пройти как минимум 6—8 часов). Для тестов крови и слюны — период составляет обычно до 2 дней (для некоторых веществ, например фенобарбитала — до недели). Существуют методики по обнаружению наркотиков в волосах, выдыхаемом воздухе, поте, ногтях. Например, Тест волос позволяет обнаружить приём наркотиков в течение 1—3 месяцев, однако подобный тест используется крайне редко в наркологической практике. Самый распространённый способ в Российской Федерации метод — определения по моче тест-полосками.
| Некоторые ПАВ, которые можно обнаружить в моче (по данным Kaplan & Sadock, 1998) | Некоторые ПАВ, которые можно обнаружить в моче (по данным Kaplan & Sadock, 1998)                                                    |
| -------------------------------------------------------------------------------- | --- |
| Вещество                                                                         | Время, в течение которого его можно обнаружить в моче                                                                               |
| Алкоголь                                                                         | 7—12 часов |
| Амфетамин                                                                        | 48 часов |
| Кокаин                                                                           | 6—8 часов (плюс метаболиты — 2—4 дня)                                                                                               |
| Героин                                                                           | 36—72 часа |
| Кодеин                                                                           | 48 часов |
| Марихуана                                                                        | 3 дня — 4 недели (зависит от частоты употребления)(современные общедоступные системы распознают однократный приём и через 3 месяца) |
| Метадон                                                                          | 3 дня |
| Метаквалон                                                                       | 7 дней |
| Барбитураты                                                                      | 24 часа (непролонгированного действия) 3 недели (пролонгированного действия)                                                        |
| Бензодиазепины                                                                   | 3 дня |
| Морфин                                                                           | 48—72 часа |
| Фенциклидин                                                                      | 8 дней |
| Пропоксифен                                                                      | 6—48 часов |

## Методы
В России, согласно приказу Минздравсоцразвития России № 40 от 27.01.2006 г. «Об организации проведения химико-токсикологических исследований при аналитической диагностике наличия в организме человека алкоголя, наркотических средств, психотропных и других токсических веществ», выделяются предварительные химико-токсикологические исследования и подтверждающие методы.
К предварительным относятся:
- иммунные (иммунохроматографический, иммуноферментный, поляризационный флуороиммуноанализ) методы,
- тонкослойная хроматография.

После получения положительного результата предварительного метода, производится подтверждение одним или двумя подтверждающими методами:
- специализированные системы (опиаты, каннабиоиды, бензодиазепины) на основе тонкослойной хроматографии,
- газожидкостная хроматография,
- высокоэффективная жидкостная хроматография,
- хромато-масс-спектрометрия.

Подтверждающие методы позволяют либо указать концентрацию наркотического вещества в образце, либо дают отрицательный результат, в случае если искомого вещества нет, либо его содержание ниже предела обнаружения выбранного метода.
Все прочие методы не могут быть использованы для подтверждения факта наркотического опьянения, а их использование в экспертизе живых лиц не имеет юридической силы и является незаконным
.
Существуют публикации, указывающие, что тест на наркотики может дать как ложноположительный (например, при употреблении некоторых легальных медицинских препаратов), так и ложноотрицательный результат.

## Обязательное тестирование
С 1993 года в России установлено обязательное тестирование на наркотики для представителей некоторых профессий, например пилотов, авиадиспетчеров, космонавтов, водителей автобусов. Более широкий перечень введен в 2011 году и ограничивает возможность больных наркоманией заниматься определёнными видами профессиональной деятельности.
15 мая 2013 года был принят закон, вводящий с 5 декабря 2013 года добровольное тестирование на наркотики для учащихся школ и вузов, которое будет проводиться в два этапа. На первом этапе — с помощью социально-психологического тестирования, на втором — с помощью профилактических медицинских осмотров, включающих анализ биологических жидкостей. Высказываются сомнения в том, что анонимность результатов теста будет сохраняться, а положительные результаты не будут передаваться в правоохранительные органы и учащиеся не будут ставиться на наркоучет. Также под сомнение ставится добровольность и законность теста и отмечается полная неэффективность данных мер в качестве профилактики. Минобразования подготовило проект приказа.
Государственной думой рассматривается возможность введения обязательного тестирования для желающих получить водительские права (законопроект  принят в первом чтении).
В продвижении обязательного массового тестирования на наркотики некоторые общественные деятели видят интересы производителей тест-систем и высокий коррупционный потенциал. Людмила Алексеева назвала тестирование унижением и психологической травмой для школьников.
Глава ФСКН, Виктор Иванов, также негативно отозвался о подобных инициативах, назвав их бесполезной тратой денег и показухой.
10 января 2015 года вступил в силу Приказ Минздрава России от 6 октября 2014 года № 518н «О Порядке проведения профилактических медицинских осмотров обучающихся в общеобразовательных организациях и профессиональных образовательных организациях, а также образовательных организациях высшего образования в целях раннего выявления незаконного потребления наркотических средств и психотропных веществ». Согласно этому нормативному акту, тестированию подлежат учащиеся с возраста 13 лет. При этом до достижения ребёнком 15-летнего возраста обязательно письменное согласие родителей (опекунов). Сама процедура носит добровольный характер, и любой несовершеннолетний может отказаться от её прохождения. Процедура предусматривает следующие этапы: анонимное анкетирование в учебном заведении; сдача анализов и осмотр у врача-нарколога. В случае обнаружения признаков употребления психоактивных веществ, анализы направляются в специализированную лабораторию, а все данные заносятся в медицинскую карту пациента.

## Мошенничество
СМИ сообщали, что иногда для решения задач тестирования на наркотики пытаются применять приборы, не способные обнаружить наркотики, либо выдающие результат независимо от их наличия. В частности, студентов Морского технического университета Санкт-Петербурга, студентов МГТУ им. Н. Э. Баумана и школьников в некоторых регионах проверяли с помощью вольтметров и других псевдонаучных методик, при этом для закупки приборов и оплаты тестов могли использоваться бюджетные средства.
По мнению Евгения Брюна, попытки использования так называемых методов биорезонансной диагностики и, в частности, аппаратов «Имедис» являются «чистой воды шарлатанством» и ведут к дискредитации всей идеи массового тестирования на наркотики.